# Automobiles Marquez
Automobiles L. F. Marquez war ein französischer Hersteller von Automobilen.

## Unternehmensgeschichte
Das Unternehmen aus Paris begann 1930 mit der Produktion von Automobilen. Der Markenname lautete Marquez. Im gleichen Jahr endete die Produktion bereits wieder.

## Fahrzeuge
Das einzige Modell war ein Sportwagen mit einer aerodynamischen Karosserie. Zum Einsatz kam ein Achtzylinder-Reihenmotor von S.C.A.P. mit 2340 cm³ Hubraum. Besonderheit war der Frontantrieb. Das Getriebe verfügte über vier Gänge. Der Radstand betrug 2792 mm.